# Ernane Galvêas
Ernane Galvêas (Cachoeiro de Itapemirim, 1 de outubro de 1922 — Rio de Janeiro, 23 de junho de 2022) foi um economista brasileiro, filho de José Cardoso Galvêas e Maria de Oliveira Galvêas.

## Carreira profissional e política
Ingressou no Banco do Brasil em 1942, tornando-se em 1953 chefe adjunto do Departamento Econômico da Superintendência da Moeda e do Crédito (SUMOC).
No ano seguinte realizou curso de extensão em política monetária no Centro de Estudos Monetários Latino-Americanos, no México. Em 1956, concluiu o curso de Economia e, em 1964, o curso de Direito. Estudou no Economic Institute, em Wisconsin, e em 1959 na Yale University, em Connecticut, instituição na qual obteve o grau de mestre.
Em 1961, deixou a SUMOC para tornar-se assessor econômico do Ministro da Fazenda, permanecendo na função até 1966, durante os governos Jânio Quadros, João Goulart e Castelo Branco. Também em 1961, integrou a delegação brasileira que esteve presente à reunião do Conselho Interamericano Econômico Social da Organização dos Estados Americanos (OEA), em que foi criada a Aliança para o Progresso. Em 1962, contratado pelo Banco Intramericano de Desenvolvimento (BID), participou de uma equipe de técnicos latino-americanos incumbida de elaborar um estudo sobre o financiamento das exportações de bens de capital. Integrou os conselhos deliberativos da Superintendência de Desenvolvimento do Nordeste (Sudene) e da Superintendência Nacional de Abastecimento (Sunab).
De setembro de 1963 a junho de 1965, assumiu a direção financeira da Comissão de Marinha Mercante. No governo Castelo Branco (1964/1967) foi assessor econômico do Ministério da Fazenda, na gestão do ministro Octávio Gouvêa de Bulhões. Em julho de 1966, assumiu o cargo de diretor da Carteira de Comércio Exterior (CACEX) do Banco do Brasil. Em fevereiro de 1968, deixou a direção da Cacex para assumir a presidência do Banco Central, cargo que exerceu nos governos Costa e Silva (1967-1969) e Médici (1969-1974), período em que Delfim Netto esteve à frente do Ministério da Fazenda.
Durante o governo Ernesto Geisel atuou na iniciativa privada, assumindo as funções de diretor e presidente na Aracruz Celulose. Retornou às funções públicas no início do governo João Figueiredo (1979-1985), voltando a ocupar a presidência do Banco Central por um breve período (agosto de 1979 a janeiro de 1980), assumindo em seguida o Ministério da Fazenda, em substituição a Karlos Rischbieter. Ao lado de Delfim Netto, então ministro-chefe da Secretaria de Planejamento (Seplan), passou a comandar a equipe econômica do governo. Sua chegada ao ministério ocorreu durante a segunda crise do petróleo (1979-1980), momento em que o governo buscava combater a inflação, equilibrar o balanço de pagamentos, reduzir a dependência de energia importada e, sobretudo, conceber uma estratégia que possibilitasse o ajustamento da economia brasileira a uma nova realidade econômica internacional. Sua administração enfrentou esse quadro adverso, que logo em seguida foi agravado por uma forte elevação das taxas de juros no mercado internacional, pelo aprofundamento da recessão mundial e pela queda dos preços internacionais dos principais produtos brasileiros de exportação, fatores que ampliaram as dificuldades do balanço de pagamentos e da dívida externa.

Ernane Galvêas em 1980

Um dos mais graves problemas enfrentados pelo país, naquela conjuntura, foi a “crise da dívida externa”, decorrente da moratória do México, em 1982, seguida de uma severa restrição de liquidez nos mercados financeiros, provocada pela brusca interrupção dos fluxos normais de empréstimos do sistema bancário internacional para os países em desenvolvimento. Os acordos com o Fundo Monetário Internacional (FMI) e a negociação com os credores internacionais foram às soluções adotadas pela equipe econômica, exigindo, em contrapartida, medidas restritivas destinadas a combater a inflação. Em resposta aos que propunham que a saída para a crise deveria ser buscada no reaquecimento da economia, Galvêas defendeu a redução dos gastos públicos, o controle da expansão monetária e a expansão das exportações e da atividade agrícola. Promoveu ainda, em fevereiro de 1983, uma desvalorização cambial de 30%, visando fortalecer as exportações brasileiras. Os dois últimos anos de sua gestão, foram marcados por um relativo sucesso no cumprimento das exigências determinadas pelo acordo com o FMI, sem que isso significasse, no entanto, uma vitória na luta contra a escalada inflação.
Após deixar o Ministério da Fazenda, no final do governo Figueiredo, quando foi substituído por Francisco Dornelles, passou a atuar na área de consultoria econômica. Participou do Conselho de Administração da Aracruz Celulose e do Grupo Lorentzen, e exerceu a partir de outubro de 1988 a função de Consultor Econômico da Presidência da Confederação Nacional do Comércio. Foi também presidente da APEC – Associação Promotora de Economia, Secretário Geral do Comitê Brasileiro da Câmara de Comércio Internacional e membro do Conselho de Administração da Fundação Getúlio Vargas.

## Atividades acadêmicas
Em diversas oportunidades, foi professor da cadeira Moeda e Crédito do Curso de Ciências Econômicas da Faculdade de Economia e Finanças, Rio de Janeiro. Foi professor da cadeira de "Comércio Internacional" da Faculdade de Ciências Econômicas do Estado da Guanabara (Amaro Cavalcante). Foi também professor de "Política Monetária" (1960) e de "Política de Comércio Internacional" (1961-1963) do Curso de Análise Econômica e Pós-Graduação do Conselho Nacional de Economia.

## Morte
Ernane Galvêas morreu no início da noite de 23 de junho de 2022, aos 99 anos. Estava internado no Hospital Samaritano, no bairro de Botafogo, zona sul do Rio de Janeiro, onde havia se submetido a uma cirurgia na garganta.

## Obras acadêmicas
Além da publicação de inúmeros artigos como economista, Ernane Galvêas escreveu vários livros sobre problemas essenciais do País, tais como inflação, balanço de pagamentos e desenvolvimento econômico, abaixo enumerados: 
- Brasil: fronteira do desenvolvimento (Rio de Janeiro, APEC Editora, 1974)
- Brasil: desenvolvimento e inflação (Rio de Janeiro, APEC Editora, 1976)
- Brasil: economia aberta  ou fechada? (Rio de Janeiro, APEC Editora, 1982)
- Aprendiz de empresário (Rio de Janeiro, Livro Técnicos e Científicos Editora, 1983)
- Sistema Financeiro e Mercado de Capitais (Rio de Janeiro, IBMEC, 1985)
- A Saga da Crise (Rio de Janeiro, Ed. Forense Universitária, 1985)
- A Crise do Petróleo (Rio de Janeiro, APEC Editora, 1985)
- As Duas Faces do Cruzado (Rio de Janeiro, APEC Editora, 1987)
- Inflação, Déficit e Política Monetária (Rio de Janeiro, CNC, 1985)
- Crônicas Econômicas: Análise retrospectiva 2002/2005
- Crônicas Econômicas: Análise retrospectiva 2006/2010